# Coptocycla arcuata
Coptocycla arcuata là một loài bọ cánh cứng trong họ Chrysomelidae. Loài này được Swederus miêu tả khoa học năm 1787.